# Ричардс, Кристи
Кристи Ричардс (род. 27 октября 1981 года, Саммерленд, Британская Колумбия, Канада) — канадская фристайлистка, участница олимпийских игр 2006, 2010 годов. Чемпионка мира в могуле в 2007 году, бронзовый призёр в 2011 году. Многократный призёр этапов кубка мира. Двукратная чемпионка Канады.

## Биография
Родители Кристи Ричардс — Давид и Марта Ричардс. В 2007 году Кристи создавала фонд поддержки спортсменов-любителей, который выдаёт гранты в Оканагане. Дважды получала награды премьер-министра Британской Колумбии. Начала участвовать в соревнованиях по фристайлу с 12 лет. Поддерживает тесные связи со школой, возит с собой на соревнования плюшевого мишку, одетого в цвета школы.

## Спортивная карьера
Кристи Ричардс выступает на этапах кубка мира с сезона 2001—2002 годов. В сезоне 2002—2003 годов стала четвёртой на этапе в Воссе (Норвегия). Весь следующий сезон пропустила из-за травмы колена. В феврале 2005 года получила травму на тренировке. В сезоне 2005—2006 годов выиграла первый в карьере подиум, став второй на этапе в Оберсдорфе (Германия). В сезоне 2006—2007 годов трижды поднималась на подиум, что позволило ей стать 4-й в общем зачёте в могуле, а также по сумме дисциплин. Повторила своё достижение в могуле и в следующем сезоне, чему способствовали два третьих места и одно второе. Лучшим результатом сезоне 2008—2009 годов стало четвёртое место в Аре (Швеция). В сезоне 2009—2010 годов смогла привезти две медали (золото и серебро) из Суоми (Финляндия).
Кристи Ричардс принимала участие в четырёх чемпионатах мира. В 2003 году стала 8-й на дистанции могула, чемпионат 2005 года пропустила. В 2007 году праздновала победу на дистанции могула, а также стала 4-й в параллельном могуле, в 2009 году стала 5-й в могуле, в 2011 году стала бронзовым призёром в могуле. На олимпийских играх Кристи Ричардс дебютировала в 2006 году, где стала 7-й в могуле. На домашней олимпиаде спортсменка заняла 20-е место.